# 浄野宮雄
浄野 宮雄（きよの の みやお）は、平安時代前期の貴族・儒学者。氏姓は蔵史のち浄野朝臣。官位は従五位下・助教。

## 出自
蔵氏（蔵史）は、王仁の後裔との伝承を持つ渡来氏族である西文氏の一族。

## 経歴
元慶6年（882年）既に助教の官職にあったが、従七位下から一挙に8階の昇叙を受け、外位ながら従五位下に叙せられる。のち、蔵史から浄野朝臣に改姓。元慶7年（883年）大学寮にて釈奠が開催された際、周易を講じている。
元慶8年（884年）2月に光孝天皇の即位に伴って内位の従五位下に叙せられると、同年5月に諸道の博士らと共に太政大臣の職掌について評定文を提出する。また、釈奠にて文章生や学生が詩を賦するために、元慶8年（884年）は『礼記』の題を、仁和2年（886年）では『論語』の題を、翌仁和3年（887年）には『春秋』の題を発するなど、光孝朝でも引き続き助教として活動している。
またこの間、元慶9年（885年）越前介、仁和2年（886年）には左京権亮を兼帯した。

## 官歴
『日本三代実録』による。
- 時期不詳：助教。従七位下
- 元慶6年（882年） 正月7日：外従五位下
- 時期不詳：蔵史から浄野朝臣に改姓
- 元慶8年（884年） 2月23日：従五位下
- 元慶9年（885年） 正月16日：兼越前介
- 仁和2年（886年） 2月21日：兼左京権亮